# Parafia Podwyższenia Krzyża Świętego w Bogdanowicach
Parafia pw. Podwyższenia Krzyża Świętego w Bogdanowicach – parafia rzymskokatolicka znajdująca się w Bogdanowicach. Należy do dekanatu Głubczyce diecezji opolskiej.

## Historia
Parafia erygowana została w 1902 r. Objęła ona teren dwóch wsi Bogdanowice i Nowa Wieś. Nowy kościół w Bogdanowicach, wzniesiony w 1910 r. na miejscu starego, powstał z fundacji hrabiów Bohdanowskich ze Ślimakowa. W murze cmentarnym, znajdującym się przy kościele, wmurowano renesansowe kamienne płyty nagrobne rodziny Bohdanowskich (XVI w.). Zawierają one inskrypcje morawskie i niemieckie.
Parafia należała pierwotnie do diecezji ołomunieckiej, znajdując się na terenie tzw. dystryktu kietrzańskiego, który do diecezji opolskiej został włączony w 1972.
W 1945 r. świątynia została poważnie zniszczona w czasie walk Armii Czerwonej z Niemcami. Po wojnie została odbudowana wysiłkiem parafian. Przed kościołem ustawiono kilka figur i pomników, w tym obelisk z napisem: „Ku pamięci Pomordowanym na Kresach Południowo-Wschodnich naszym Praojcom – Pamiętający zawsze Rodacy”. Zwieńczeniem prac było poświęcenie w 2016 r. odbudowanej wieży kościelnej.
W kościele znajduje się obraz Matki Boskiej Łaskawej-Bolesnej, którego udokumentowana historia sięga 1738 roku, kiedy to Ewa z kniaziów Puzynów Mrozowicka, żona Adama Mrozowickiego herbu Prus III, starosty stęgwilskiego regimentarza wojsk koronnych, przekazała ze zbiorów rodzinnych obraz Matki Boskiej Bolesnej do jednego ze swoich majątków – Dobrowodów, gdzie wkrótce zaczął on słynąć łaskami. Arcybiskup lwowski Mikołaj Wyżycki 11 lipca 1742 r. wydał okólnik, „…na mocy którego obraz ma być uważany za cudowny; jednocześnie arcybiskup rozkazuje, ażeby obraz był przeniesiony do kościoła parafialnego w Monasterzyskach”. Obraz ten, znany jako „Madonna z Monasterzysk”, słynął z licznych cudów i cieszył się coraz większym kultem nie tylko ze strony katolików, ale także ze strony ludności prawosławnej, a sława jego rozszerzała się na całą Ruś Czerwoną.
W 1945 r. obraz został potajemnie wyjęty z ram i wywieziony z Monasterzysk do Łańcuta przez ks. Antoniego Jońca i ks. Józefa Maciaszka. W 1953 r. za sprawą ks. Kazimierza Jońca, bratanka ks. Antoniego, obraz trafia do kościoła pod wezwaniem Podwyższenia Krzyża Świętego w Bogdanowicach, gdzie ów duchowny był pierwszym powojennym proboszczem.
Obraz w 1985 r. został poddał konserwacji przez następnego proboszcza, ks. Adama Szubkę (ur. w 1944 r. w Kozowej – zm. w 2020 r. w Opolu). On też w 2014 r. wystarał się u władz kościelnych o ustanowienie bogdanowickiego kościoła Sanktuarium Maryjnym Ziemi Głubczyckiej. Powyższy obraz jest otoczony kultem i nadal słynie łaskami.